# Appletreewick
Appletreewick es un pueblo pequeño y parroquia civil en el distrito de Craven en Yorkshire del Norte, Inglaterra. Está situado en los Yorkshire Dales, 19 km al noreste de Skipton. Además, se encuentra a 11 km de la estación de trenes de ese pueblo y a 25,7 km del Aeropuerto Internacional Leeds Bradford. El pueblo tiene una población aproximada de 234 personas, de acuerdo con el censo del Reino Unido de 2001.
Es un destino popular, especialmente en los meses de verano, para las personas que viven en las cercanías y desean relajarse en las orillas del río Wharfe.
Esta parroquia posee una amplia zona de páramos al norte y la aldea de Skyreholme, además de algunas casas al extremo oeste del pueblo de Greenhow. Otros lugares que incluye son Parcevall Hall, Stump Cross Caverns y la parte este de Grimwith Reservoir.

## Historia
El pueblo prosperó cerca del año 1300 cuando Bolton Priory adquirió su señorío con un extenso campo de ovejas y valiosas minas de plomo. Se les concedió documentos a los mercaderes y una feria, que tuvo importancia hasta la llegada del ferrocarril en la mitad del siglo XIX. Casas de piedra bordean la empinada calle principal, entre High Hall en la parte más alta y Low Hall en la parte más baja. La casa High Hall de estilo Tudor fue restaurada por Sir William Craven (conocido como el Dick Whittington de Appletreewick), quien se convirtió en Sheriff y Lord Mayor of London a comienzos del siglo XVII. Craven nació en una casa de campo casi enfrente de High Hall, una de un par que fueron convertidas en la iglesia de St. Johns. Más abajo se encuentra Monks Hall, reconstruida en su mayoría en 1697 en donde se encontraba el señorío de Bolton Priory. El pub del pueblo, llamado Craven Arms, también le pertenecía a William, y tiene en exhibición gran parte de la historia de la localidad, incluyendo su pintoresca estructura de granero hecho de paja de brezo.
Un estudio hecho en 2009 sobre la conducción en sectores rurales a lo largo de Inglaterra llevó a que Appletreewick recibiera el título de "La ciudad más amigable para conducir en Gran Bretaña". El estudio se basó en información recolectada a lo largo de Gran Bretaña, sobre los niveles de estrés al volante, la comunicación del conductor, velocidades medias y los gestos de agitar la mano en expresión de gratitud por una conducción amistosa.[cita requerida]